# Ricardo Guízar Díaz
Ricardo Guízar Díaz (* 26. Februar 1933 in Colonia del Valle; † 4. Dezember 2015) war ein mexikanischer Geistlicher und römisch-katholischer Erzbischof von Tlalnepantla.

## Leben
Ricardo Guízar Díaz trat 1946 in das Priesterseminar von Puebla de los Ángeles ein, studierte ab 1950 an der Päpstlichen Universität Gregoriana und empfing am 26. Oktober 1958 die Priesterweihe. Im September 1960 wurde er Spiritual des Priesterseminars von Puebla de los Ángeles.
Papst Paul VI. ernannte ihn am 30. Mai 1970 zum Weihbischof in Puebla de los Ángeles und Titularbischof von Nona. Der Erzbischof von Puebla de los Ángeles, Octaviano Márquez y Tóriz, spendete ihm am 24. August desselben Jahres die Bischofsweihe; Mitkonsekratoren waren Emilio Abascal y Salmerón, Erzbischof von Jalapa, und Luis Guízar y Barragán, Bischof von Saltillo.
Am 9. Dezember 1977 wurde er zum Weihbischof im Bistum Aguascalientes ernannt. Von 1980 bis 1982 war Guízar in der mexikanischen Bischofskonferenz Mitglied der Kommission für Liturgie, Musik und sakrale Kunst. Papst Johannes Paul II. ernannte ihn am 3. November 1984 zum ersten Bischof des mit gleichem Datum errichteten Bistums Atlacomulco. Am 27. Dezember desselben Jahres wurde er in das Amt eingeführt.
Am 14. August 1996 wurde er durch Johannes Paul II. zum Erzbischof von Tlalnepantla ernannt und am 12. September desselben Jahres in das Amt eingeführt. In den 1990er- und 2000er-Jahren war er Mitglied verschiedener Kommissionen innerhalb der mexikanischen Bischofskonferenz. Von 1997 bis 2000 war Guízar Vorsitzender der Kommission für die Mission.
Am 5. Februar 2009 nahm Papst Benedikt XVI. sein aus Altersgründen vorgebrachtes Rücktrittsgesuch an.